# Petit Toot
Pour plus de détails, voir Fiche technique et Distribution.
Petit Toot (Little Toot) est un court métrage d'animation américain réalisé par Walt Disney Productions, sorti initialement le 27 mai 1948, comme une séquence du film Mélodie Cocktail, puis seul le 13 août 1954,. L'histoire est basée sur la nouvelle écrite par un animateur de Disney et aussi auteur, Hardie Gramatky.

## Synopsis
Les Andrews Sisters chantent l'histoire d'un petit bateau, qui, voulant ressembler à son père, rencontre bien des ennuis.

## Fiche technique
- Titre original : Little Toot
- Autre titre[2] :
  - en français : Petit Toot
- Réalisateur : Clyde Geronimi
- Scénario[2] : William Cottrell, Jesse Marsh d'après Hardie Gramatky
- Voix : The Andrews Sisters[2],[3]
- Animateur : Robert Cannon, Ollie Johnston, Rudy Larriva, Eric Larson
- Décors : Claude Coats et Brice Mack
- Layout : Hugh Hennesy
- Producteur : Walt Disney
- Production : Walt Disney Productions
- Distributeur : Buena Vista Pictures
- Dates de sortie :
  - États-Unis, dans Mélodie Cocktail : 27 mai 1948
  - États-Unis, seul : 13 août 1954[2],[3]
- Format d'image : Couleur (Technicolor)
- Son : Mono (RCA Sound System)
- Musique : Eliot Daniel, Ken Darby[2]
- Durée : 19 minutes
- Langue : anglais
- Pays d'origine :  États-Unis

## Voix françaises

### 1erdoublage (1951)
- Camille Guérini : le narrateur

### 2edoublage (années 1990)
- Grazziella Madrigal : la chanteuse soliste

Le narrateur n'est pas doublé dans ce doublage.

## Commentaires
La séquence du Petit Toot raconte l'histoire d'un jeune bateau remorqueur de la baie de New York ayant une famille, faisant des bêtises mais dont le courage va sauver un paquebot du naufrage. Sa maladresse va ainsi causer du tort à son père Grand toot. Les deux personnages sont graphiquement assez simples mais leurs traits permettent de souligner leurs caractères respectifs, le « faux mauvais garçon » pour Petit Toot et le « travailleur taciturne et bourru mais au grand cœur » pour son père. Pour Grant, la manière dont les animateurs de Disney sont parvenus à ce résultat dans la personnalisation n'est pas connue et peut-être par les animateurs eux-mêmes, à part l'instinct. L'histoire se rapproche de celle de Pedro (1942). John Grant expliquait que Pedro est le premier d'un nouveau genre de personnages, celui « des objets mécaniques non pensants qui parviennent à gagner notre sympathie » par des caractères anthropomorphiques. Petit Toot est l'un de ses héritiers. Sean Griffin parle « d'objets inanimés humanisés. »